# Szajch Jahja
Szajch Jahja – wieś w Syrii, w muhafazie Aleppo, w dystrykcie Manbidż. W 2004 roku liczyła 422 mieszkańców.